# 1875
1875 (MDCCCLXXV) var ett normalår som började en fredag i den gregorianska kalendern och ett normalår som började en onsdag i den julianska kalendern.

## Händelser

### Januari
- 1 januari – En svensk hälsovårdsstadga införs och innebär bland annat att hushållsavfall ska kastas i tunnor istället för gropar.[1]
- 27 januari – Svenska teatern i Stockholm grundas.

### Februari
- 18 februari – Askfyllningssalen på Vulcans tändsticksfabrik i Tidaholm, drabbades av en explosionsartad brand varvid 46 personer dog; huvudsakligen flickor under 20 år. Detta är sannolikt den dödligaste industriolyckan i Sverige.[2]

### Maj
- Maj – Första delen av den äldre upplagan av uppslagsverket Nordisk familjebok utkommer.[3]
- 7 maj – Ryssland annekterar Sachalin och Nordkurilerna.[4]
- 11 maj – Sveriges justitieminister Edvard Carleson avgår och efterträds av Louis De Geer d.ä.
- 20 maj – 20 stater antar en internationell konvention om metersystemets införande.[5]

### September
- 8 september – Teosofiska Samfundet instiftas i New York.[6]

### Oktober
- 5 oktober – Christiania får hästspårvägar.[7]
- 11 oktober – Egypten ockuperar Harar.[8]
- 30 oktober – Stockholms brandkår inrättas.

### November
- 4 november – Kungariket Tonga grundas.[9]
- 14 november – Betty Pettersson avlägger Sveriges första kvinnliga studentexamen.

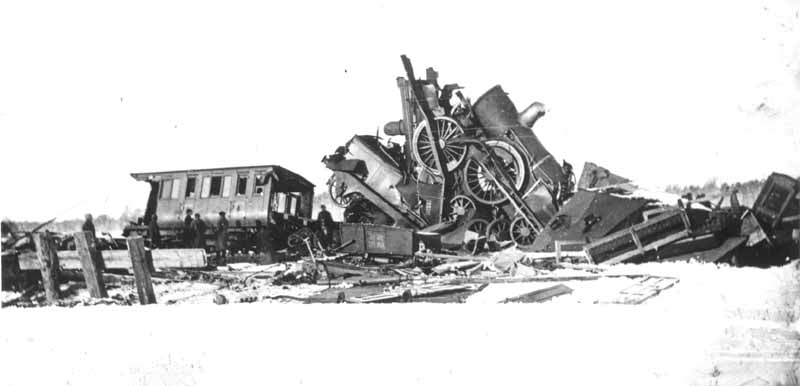
Järnvägsolyckan i Lagerlunda

- 15 november – En stor järnvägsolycka inträffar vid Lagerlunda i Östergötland, när två tåg (med loken Svea och Einar) krockar med varandra. 9 personer dödas.[10]
- 22 november - USA:s vicepresident Henry Wilson avlider i ämbetet.

### Okänt datum
- Tyfoidfeber härjar i Montréal, Kanada på en klosterskola. Offrens lik stjäls av likplundrare innan släktingar anländer från USA.[11] Efter detta ändras Quebecs anatomilagstiftning.[12]
- Den svenska riksdagen beslutar att införa metersystemet med en övergångsperiod fram till 1888.
- I Sverige genomförs en Ni-reform. Alla skall i fortsättningen tilltalas med "Ni", inte titel, som tidigare.
- Alfred Nobel uppfinner spränggelatinet.
- De sista och strängaste reglerna för prostituerade införs i Stockholm, Sverige. De måste ha med sig ett sundhetsbevis och bli medicinskt undersökta två gånger i veckan. Dessa regler upphävs först 1918.
- Norge ansluter sig till guldmyntfoten.
- Krig i sikte-krisen utbryter mellan Tyskland och Frankrike.

## Födda

### Första kvartalet

#### Januari
- 11 januari – Reinhold Glière, rysk kompositör. (död 1956)
- 12 januari
  - Homer D. Angell, amerikansk republikansk politiker, kongressledamot 1939–1955. (död 1968)
  - Marika Stiernstedt, svensk författare. (död 1954)
- 14 januari
  - Olof Andersson i Höör, svensk skomakare och politiker. (död 1938)
  - Felix Hamrin, svensk frisinnad politiker och grosshandlare, partiledare för Frisinnade folkpartiet 1932–1935, Sveriges statsminister från 6 augusti till 24 september 1932. (död 1937)
  - Albert Schweitzer, tysk teolog, bibelforskare, musiker, läkare och missionär, mottagare av Nobels fredspris. (död 1965)
- 16 januari – Leonor Michaelis, tysk-amerikansk biokemist. (död 1949)
- 20 januari – Henrik Sjöberg, svensk friidrottare. (död 1905)
- 22 januari – D.W. Griffith, amerikansk filmregissör. (död 1948)

#### Februari
- 11 februari – Ross S. Sterling, amerikansk demokratisk politiker och affärsman. (död 1949)
- 21 februari – Jeanne Calment, äldsta kvinnan i världen. (död 1997)
- 24 februari – Konstantin Hierl, tysk nazistisk politiker, ledare för Reichsarbeitsdienst. (död 1955)

#### Mars
- 1 mars – Hugo Lundström, svensk skådespelare. (död 1949)
- 7 mars – Maurice Ravel, fransk pianist och kompositör. (död 1937)
- 22 mars – Johan Filip Nordlund, svensk massmördare. (död 1900)
- 26 mars – Syngman Rhee, sydkoreansk politiker, president 1948–1960. (död 1965)

### Andra kvartalet

#### April
- 2 april – Walter Chrysler, amerikansk bilindustripionjär. (död 1940)
- 21 april – Johan Eklöf, svensk skådespelare. (död 1948)

#### Maj
- 4 maj – John J. Blaine, amerikansk republikansk politiker. (död 1934)
- 10 maj – Eugen Schauman, finländsk student och aktivist. (död 1904)
- 23 maj – Alfred P. Sloan, från 1923 till 1937 ordförande för General Motors. (död 1966)
- 28 maj – Morris Sheppard, amerikansk demokratisk politiker, senator 1913–1941. (död 1941)

#### Juni
- 6 juni – Thomas Mann, tysk författare, nobelpristagare 1929. (död 1955)
- 13 juni – Miriam A. Ferguson, amerikansk demokratisk politiker, guvernör i Texas 1925–1927 och 1933–1935. (död 1961)
- 16 juni – Fredrik Ljungström, svensk uppfinnare. (död 1964)
- 17 juni – Göta Klintberg, svensk skådespelare. (död 1968)
- 21 juni – Nelly Thüring, svensk fotograf och socialdemokratisk politiker. (död 1972)
- 23 juni – Carl Milles, svensk skulptör. (död 1955)
- 28 juni – Henri Lebesgue, fransk matematiker, generaliserade Riemann-integralen. (död 1941)

### Tredje kvartalet

#### Juli
- 15 juli – Hill McAlister, amerikansk demokratisk politiker, guvernör i Tennessee 1933–1937. (död 1959)
- 30 juli – K.G. Ossiannilsson, svensk författare. (död 1970)
- 31 juli – Adolf Alexandersson, svensk fiskare och politiker. (död 1945)

#### Augusti
- 8 augusti – David Knudsen, norsk skådespelare. (död 1952)
- 11 augusti – Raymond E. Willis, amerikansk republikansk politiker och publicist, senator 1941–1947. (död 1956)
- 26 augusti – Olof Winnerstrand, svensk skådespelare. (död 1956)

#### September
- 1 september – Edgar Rice Burroughs, amerikansk författare. (död 1950)
- 3 september – Ferdinand Porsche, österrikisk bilkonstruktör. (död 1951)
- 15 september – Henry D. Hatfield, amerikansk republikansk politiker och kirurg. (död 1962)
- 18 september – Harald Berglin, svensk arkitekt. (död 1925)
- 20 september – Matthias Erzberger, tysk politiker. (död 1921)
- 22 september – Carl Grimberg, svensk historiker. (död 1941)

### Fjärde kvartalet

#### Oktober
- 12 oktober – Aleister Crowley, brittisk ockultist. (död 1947)
- 17 oktober – Hjalmar Peters, svensk skådespelare. (död 1939)
- 19 oktober – Theodor Duesterberg, tysk politiker. (död 1950)
- 26 oktober – Svetozar Pribićević, serbisk politiker av kroatisk börd. (död 1936)
- 27 oktober – Zara Backman, svensk skådespelare. (död 1949)
- 29 oktober – Alva B. Adams, amerikansk demokratisk politiker, senator 1923–1924 och 1933–1941. (död 1941)

#### November
- 6 november – Richard L. Murphy, amerikansk demokratisk politiker, senator 1933–1936. (död 1936)
- 8 november – Qiu Jin, kinesisk revolutionär, feminist och poet. (död 1907)
- 9 november – Helge Kihlberg, svensk dansare och skådespelare. (död 1942)
- 19 november – Hiram Bingham, amerikansk upptäckare, historiker och politiker. (död 1956)
- 21 november – Gottfrid Larsson, svensk konstnär. (död 1947)
- 25 november – Einar Fröberg, svensk skådespelare, regissör, manusförfattare och författare. (död 1934)

#### December
- 2 december – Emanuel Vigeland, norsk målare. (död 1948)
- 9 december –  Charlotte Bill, barnflicka i Storbritanniens kungliga familj. (död 1964)
- 12 december – Gerd von Rundstedt, tysk generalfältmarskalk. (död 1953)
- 20 december – Carl Oscar Johansson i Sollefteå, svensk kamrer och socialdemokratisk riksdagspolitiker. (död 1938)

## Avlidna

### Första kvartalet

#### Januari
- 12 januari – Tongzhi, 18, den åttonde Qing-kejsaren av Kina.
- 23 januari – Charles Kingsley, 55, brittisk författare.

#### Februari
- 12 februari – Frans Henrik Kockums, 72, svensk industriman.
- 17 februari – Friedrich Wilhelm August Argelander, 75, tysk astronom.
- 22 februari
  - Camille Corot, 78, fransk landskaps- och porträttmålare.
  - Charles Lyell, 77, brittisk geolog.
- 28 februari – Sophia Isberg, 56, svensk skulptör.

#### Mars
- 7 mars – John Edward Gray, 75, brittisk zoolog och frimärkssamlare.
- 25 mars – Johannes Magnusson, 70, svensk lantbrukare, konstnär, poet, uppfinnare och orgelbyggare.

### Andra kvartalet

#### April
- 11 april – Andrew Jackson Hamilton, 60, amerikansk politiker och jurist.

#### Maj
- 5 maj – James Turner Morehead, 76, amerikansk politiker, kongressledamot 1851–1853.
- 17 maj – John Cabell Breckinridge, 54, amerikansk politiker, USA:s vicepresident 1857–1861.
- 20 maj – Jesse D. Bright, 62, amerikansk demokratisk politiker, senator 1845–1862.

#### Juni
- 3 juni – Georges Bizet, 36, fransk kompositör.

### Tredje kvartalet

#### Juli
- 23 juli – Isaac Merritt Singer, 63, amerikansk uppfinnare av symaskiner.
- 31 juli – Andrew Johnson, 66, amerikansk politiker, USA:s president 1865–1869.

#### Augusti
- 4 augusti – H.C. Andersen, 70, dansk författare.
- 6 augusti – Gabriel García Moreno, 53, ecuadoriansk politiker, Ecuadors president (mördad).
- 11 augusti – William Alexander Graham, 70, amerikansk politiker.
- 24 augusti – Nestor Tallgren, 50, finländsk arkitekt och författare.

#### September
- 15 september – Guillaume Duchenne, 68, fransk neurolog.

### Fjärde kvartalet

#### Oktober
- 19 oktober – Charles Wheatstone, 73, brittisk vetenskapsman och uppfinnare.

#### November
- 21 november – Orris S. Ferry, 52, amerikansk politiker och militär, senator 1867–1875.

#### December
- 6 december – Johann Karl Rodbertus, 70, tysk nationalekonom.
- 25 december – Tom Morris Jr, 24, skotsk golfspelare.

### Fotnoter
1. ↑  ”Sveriges riksdag”. http://www.riksdagen.se/webbnav/?nid=37&doktyp=prop&rm=1981/82&bet=219&dok_id=G503219.
2. ↑  Kjellgren, Ernst (1977). Tidaholm. sid. s 64
3. ↑  ”Nordisk familjebok 1913 - Nordisk familjebok (läst 7 april 2011)”. https://runeberg.org/nfbs/0722.html.
4. ↑  ”World Statesmen (läst 7 april 2011)”. http://www.worldstatesmen.org/Russia.htm.
5. ↑  ”Företagssamheten (läst 6 april 2011)”. http://www.foretagsamheten.se/Entreprenorer/Entreprenorer/Karl-Hilmer-Johansson-Kollen-/.
6. ↑  ”Teosofins grundare (läst 7 april 2011)”. Arkiverad från originalet den 7 december 2010. https://web.archive.org/web/20101207154646/http://www.teosofiskasamfundet.a.se/grundare.html.
7. ↑  ”Svenska Spårvägssällskapet”. http://www.sparvagssallskapet.se/atlas/system.php?id=95. Läst 3 april 2011.
8. ↑  ”World Statesmen (läst 7 april 2011)”. http://www.worldstatesmen.org/Ethiopia.html.
9. ↑  ”World Statesmen (läst 7 april 2011)”. http://www.worldstatesmen.org/Tonga.html.
10. ↑  ”Historiskt”. http://www.historiskt.nu/diverse/lagerlunda/lagerlundaolyckan.html.
11. ↑  Gordon, Richard (1994). The Alarming History of Medicine. New York: St. Martin's Press. sid. 12. ISBN 0-312-10411-1
12. ↑  ”History of Medicine Days”. Arkiverad från originalet den 15 juni 2004. https://web.archive.org/web/20040615183009/http://www.hom.ucalgary.ca/Dayspapers2000.pdf., pg 132